# Dique Roggero
La Presa Ingeniero Carlos F. Roggero es una presa reguladora del cauce del río Reconquista construida en 1972 y que se ubica a 40 km de la ciudad de Buenos Aires, entre La Reja y Mariano Acosta, partidos de Moreno, Merlo, Marcos Paz y General Rodríguez, en la provincia de Buenos Aires, Argentina.

## La Presa Roggero

### Características

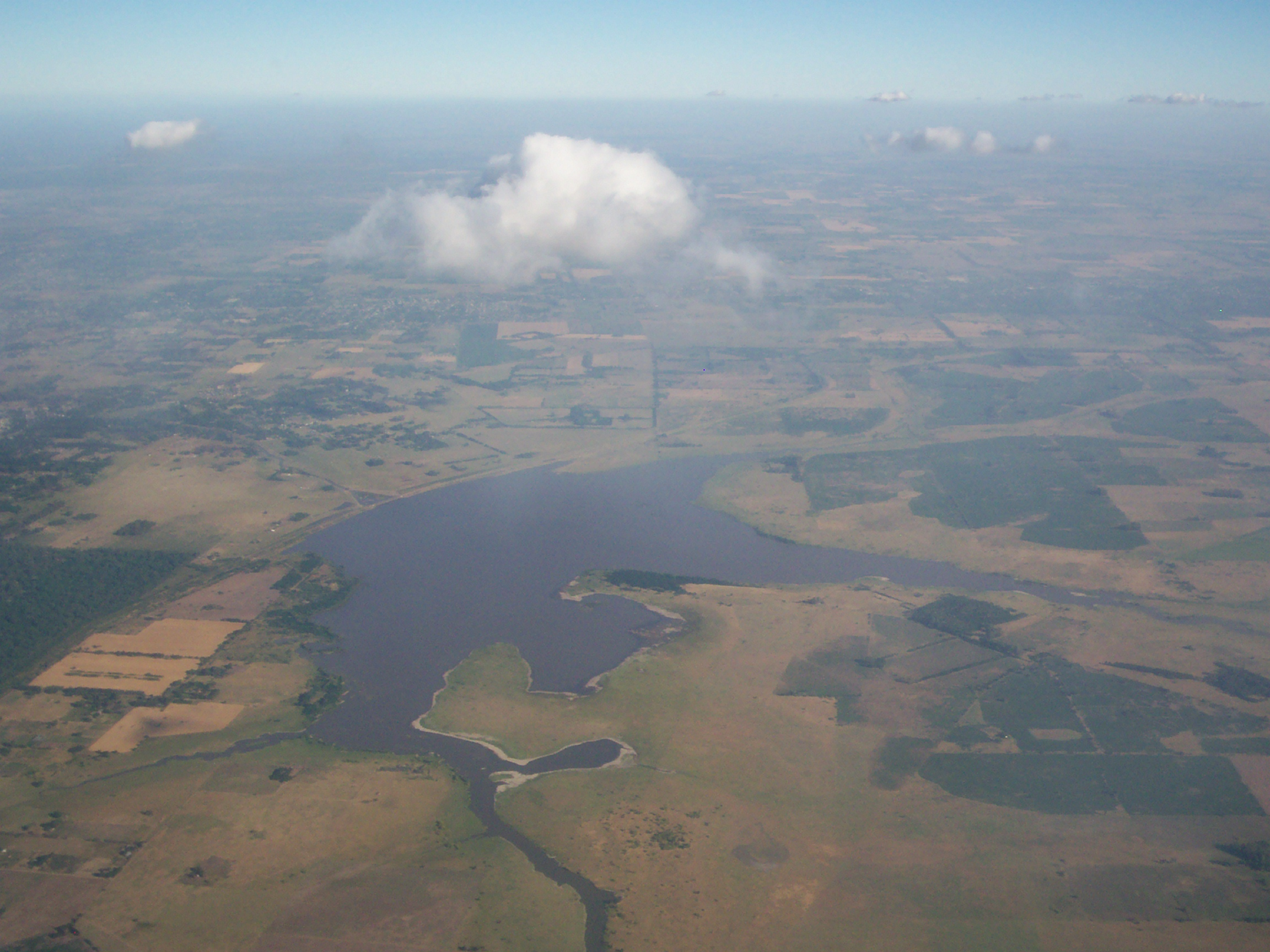
Una imagen aérea de la presa Ing. Carlos F. Roggero.

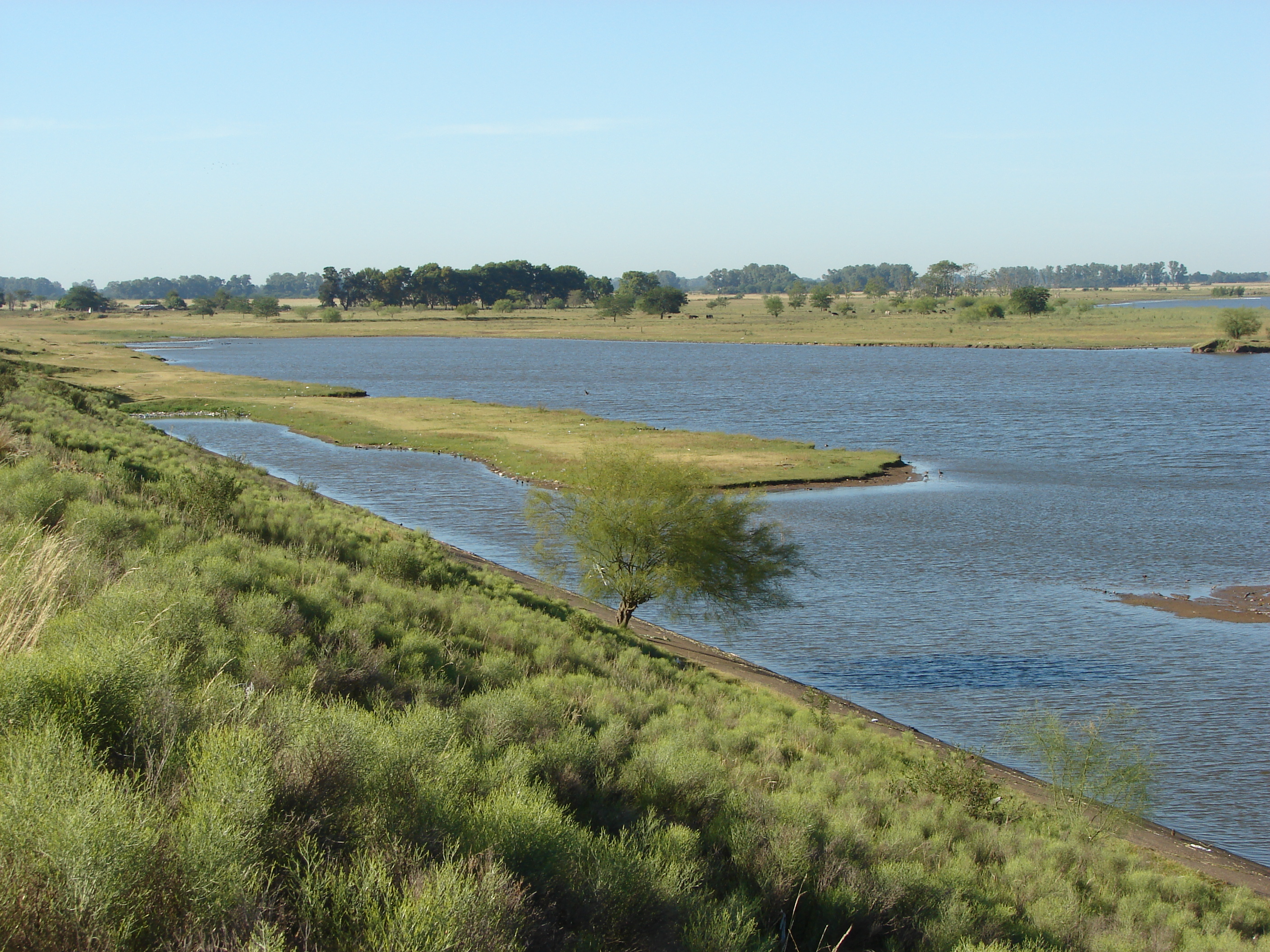
Lago San Francisco

La presa contiene las aguas del embalse Lago San Francisco que tiene una extensión de 260 ha; de las cuales 50 que pertenecen al partido de Merlo, otras 120 al de Moreno junto con la represa, unas 50 al partido de General Rodríguez y las 30 restantes al partido de Marcos Paz.
La laguna del dique se forma a través de tres canales que desembocan allí. A partir de las compuertas, nace el río Reconquista de 6 m de ancho y un largo de 45 km, desembocando en el río Luján y este en el Río de la Plata.
La presa está formada por una obra de cierre de 1500 m de extensión, hecho en ambas márgenes de tierra consolidada homogénea. El espejo de agua Lago San Francisco tiene una cota de 17,5 m s. n. m. El tramo central está conformado por una presa de gravedad de hormigón masivo convencional de 260 m de largo y en su parte superior se realizó una calzada pavimentada de 7,6 m de ancho que también sirve de puente. La presa tiene un vertedero de 40 vanos que abarca toda la longitud del cierre de hormigón y además cuenta con 20 orificios de descarga en el interior del cuerpo de la presa, y en la parte inferior se hallan dos compuertas de 1 m por 1 m que permiten el escurrimiento del agua proveniente del descargador de fondo.
El sistema de presa de regulación se complementa con dos presas más pequeñas, emplazadas sobre los afluentes del Río Reconquista, el Arroyo Durazno y el Arroyo La Choza, y construidas en 1980 y 1983, respectivamente.

### Historia

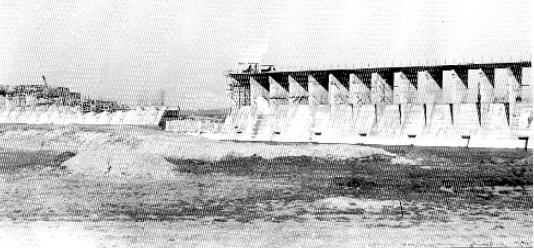
Presa Roggero en 1970.

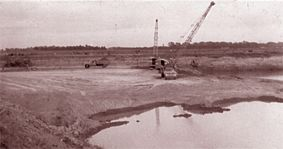
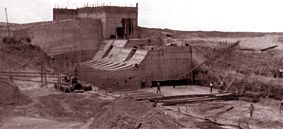
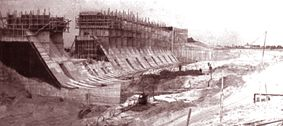

La construcción de la represa fue motivada por las recurrentes inundaciones de la zona ribereña del Río Reconquista. Los vecinos del pueblo de Paso del Rey se veían especialmente afectados debido a que la localidad se encuentra a solo 14,53 m sobre el nivel del mar. Atendiendo los reclamos de los vecinos de Paso del Rey, en 1959, el por aquel entonces gobernador de la Provincia de Buenos Aires, Oscar Alende, encomienda al Director de Hidráulica del Ministerio de Obras Públicas, el ingeniero Carlos Francisco Roggero, el estudio de una solución para el problema de las crecidas del Reconquista. En 1964 el estudio concluyó en que se debía construir una presa reguladora del cauce del río. La obra se inició en 1967, costó 1200 millones de pesos moneda nacional y se finalizó en 1972. Se la bautizó con el nombre del ingeniero Roggero quien recientemente había fallecido.

## Área natural protegida Dique Ingeniero Roggero
El parque municipal Dique Ingeniero Roggero comprende una superficie total de 668 ha y está comprendida por la Reserva Municipal Los Robles y el área del Museo de Sitio F. Muñiz. Si se le sumara la superficie del embalse Lago San Francisco y los humedales aledaños, el área sería de aproximadamente 1000 ha.
El parque municipal se halla en la localidad de La Reja, Partido de Moreno, y fue creado por Ordenanza Municipal N.º 2563/89. Desde entonces, es administrada por la Municipalidad de Moreno.
Dicho predio es una de las 11 áreas protegidas dentro del AMBA de las que se puede mencionar a la reserva natural Otamendi y a la reserva ecológica Costanera Sur.
Un 40 % de la superficie del parque municipal está ocupado por bosques; otro 40 %, por lagos y lagunas; un 10 %, por matorrales; el resto, por arroyos y pastizales.

### Entorno

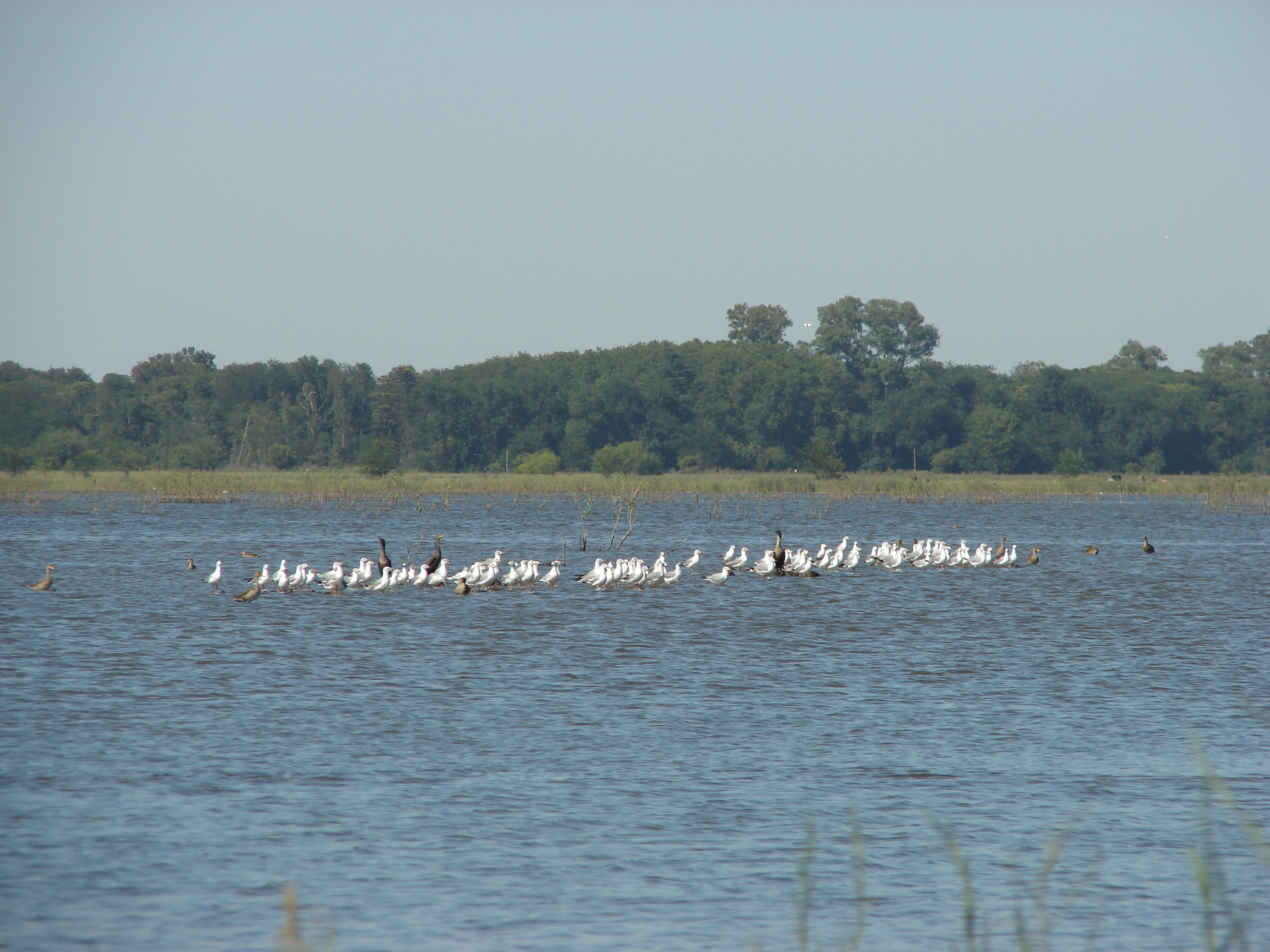
Aves acuáticas en el lago

La ubicación del sitio brinda potencialidad al funcionamiento de la red de reservas urbanas de la región, ya que se encuentra en la segunda corona del área metropolitana de Buenos Aires, incluida en una de las regiones de mayor concentración de población y actividades del país y del cono sur. Este carácter metropolitano, pone de relieve el objetivo educativo y como muestrario del paisaje original local, contando con más de 60000 visitantes registrados como promedio anual. En el público del sitio se destacan alumnos y docentes de la comunidad educativa del partido y comunas contiguas; vecinos, naturalistas, fotógrafos, y deportistas, entre otros.
En esta reserva se hallan elementos de las regiones biogeográficas Pampeana y Del Espinal; hecho que se refleja a través de las fisonomías de pastizales y bosques xerófilos presentes. Las mediciones de sus recursos naturales arrojan resultados de valoración ecológica similares e, incluso, superiores con respecto a otras unidades protegidas de la región metropolitana.

### Flora

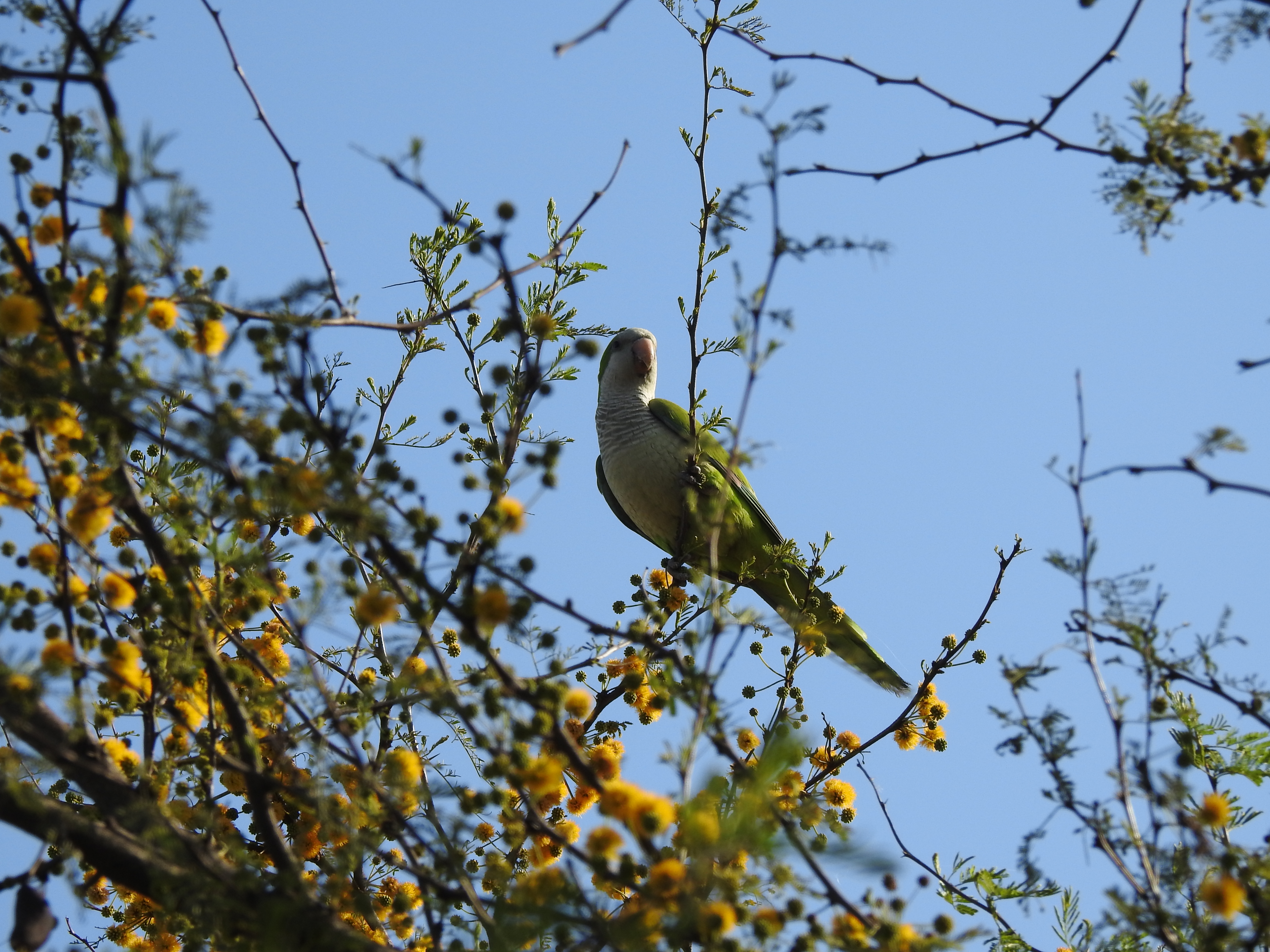
Cotorra en Espinillo florecido

Se hallan en el área 334 especies de plantas, distribuidas en 76 familias botánicas, de las cuales 185 especies son indígenas (55,38 %) y 149 exóticas (44,62 %), siendo a su vez 259 especies espontáneas y 75 cultivadas. Las formaciones vegetales principales son: 
-Talar: bosque de Celtis ehrenbergiana (tala).
-Sabana de cina-cina: Parkinsonia aculeata (cina-cina).
-Espinillar: sabana de Acacia caven (espinillo). 
-Bosques cultivados: alineaciones y macizos de Eucalyptus camaldulensis, Casuarina cunninghamiana, Fraxinus pennsylvanica (fresno americano), Liriodendron tulipifera (tulipanero), entre otros árboles. 
-Pastizal original 
-Formaciones de hidrófitas (juncales: comunidades de Schoenoplectus californicus, duraznillales: comunidades de Solanum glaucophyllum (duraznillo), entre otros.

### Fauna
La mayor riqueza faunística se halla en las aves con 227 especies; seguida por 26 especies de peces; los mamíferos con 22 especies; 13 organismos de reptiles y finalmente 8 anfibios. 
Es de destacar la importancia de la fauna presente en el área, en cuanto al valor como reservorio del acervo cultural local. De este modo, se verifica la presencia de varias especies nativas con usos locales numerosos, tales como algunos reptiles y mamíferos, para obtención de carnes, cueros, entre otros. 
El uso excesivo de algunas especies de la región, las ha ubicado en estatus de amenazadas. Tal es el caso de Salvator merianae (lagarto overo), categorizada como «comercialmente amenazada» por la Fundación Vida Silvestre Argentina; y Lutreolina crassicaudata (comadreja colorada), categorizadas como de riesgo bajo/amenazada (por la Unión Internacional para la Conservación de la Naturaleza, 2000). La presencia de poblaciones de estos organismos en algunas de las reservas del AMBA, ayudan a la conservación y difusión de los valores de las especies de fauna local.

### Actividades para el público visitante
- Contemplación de un área protegida representativa del paisaje de la región y sus especies de flora y fauna.
- Interpretación y educación ambiental: visitas guiadas por los senderos naturales. Charlas a visitantes sobre los elementos del sitio. Visitas educativas al Museo Paleontológico de Sitio F. Muñiz. Charlas de interpretación en el centro de visitantes. Consultas en la biblioteca del centro de visitantes. Clases abiertas en el Vivero de Plantas Indígenas. Clases abiertas en el Arboretum de bioregiones.
- Recreación: camping, cabañas, quinchos, mesas y parrillas, piletas, proveeduría, alquiler de bicicletas, juegos de recreación para grupos familiares/institucionales, observación de aves nativas en el lago-estanque de fauna.
- Visitas al Vivero de Producción de plantas ornamentales y hortícolas a cargo del Instituto Municipal de Desarrollo Económico Local (IMDEL).

### Información útil
Para conocer el área protegida y embalse, es conveniente llegar con un vehículo o arribar a la localidad de Moreno en el Ferrocarril Sarmiento, para luego emprender el viaje hasta el dique en bicicleta. Se recomienda ir hasta el sitio conocido como Puente Cascallares y luego seguir el cauce del río Reconquista hasta llegar al Dique. 
Existe una línea de colectivos, la 311, de la empresa La Perlita, que sale de la estación Moreno. Desde allí también  se puede tomar la línea 501 La Perlita, recorrido 26, para bajarse en Rubén Darío y Beato Escriba de Balaguer (ex Avenida de la Argentinidad). Luego, caminar 2 km. A veces este recorrido llega hasta el parque Los Robles (por ejemplo, el Día de la Primavera). Sin embargo, se debe ir con precaución, ya que hay solo dos o tres servicios diarios. También, se puede optar por los recorridos 25 o 28, de la línea 288, y bajarse en el Puente Cascallares, para continuar unos 3 km por el camino ribereño Florencio Molina Campos que se encuentra totalmente asfaltado hasta la misma presa. Todos los recorridos mencionados tienen una frecuencia aproximada de 20 a 25 minutos.
Una alternativa, es utilizar el recorrido 29 de la línea 503, en la ciudad de Mariano Acosta, para descender en su punto final, en el Barrio Río Alegre. Desde ahí, recorrer 1,5 km por un camino de tierra hasta la presa. La frecuencia de este último es de 1 hora, aproximadamente.

## Dique Cascallares

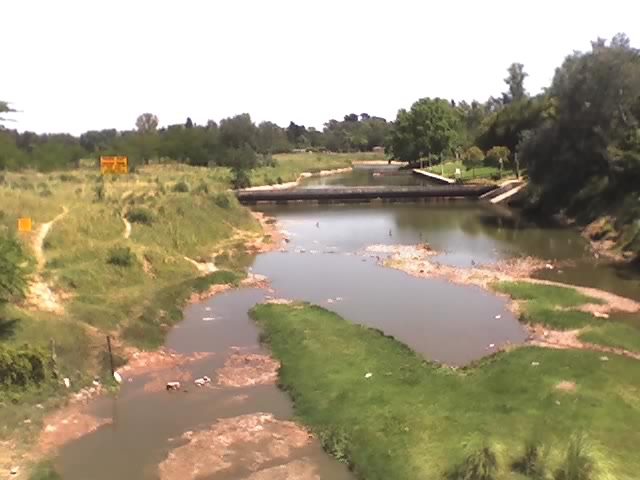
Dique Cascallares.

El Dique Cascallares es una presa auxiliar de la Presa Roggero, construida 3,5 km del nacimiento del Río Reconquista. Su función es, principalmente, la de regular el cauce del río. Como consecuencia de su construcción, entre este sitio y el de la presa principal, se delimita una zona en donde el río presenta el menor grado de contaminación de sus aguas.

### Toponimia
El nombre Cascallares se debe a una familia que poseía tierras en el lugar. En el año 1847 Antonino Tadeo Cascallares compra a José Julián de Gainza y San Martín un campo de 2446 varas de frente por 9000 varas de fondo sobre el Río Reconquista, en el actual Partido de Marcos Paz y Mariano Acosta. Cascallares, teniente segundo del Regimiento N 3 de Milicias, era un hacendado que poseía tierras en el Partido de Lobos y estaba casado con María Juana Berazategui, hermana de José Clemente Berazategui, a quien debe su nombre las homónimas ciudad y partido de Berazategui. Ya desde el siglo XVII se habían emplazado distintos molinos harineros a la vera del Reconquista y Cascallares construyó el suyo propio en las cercanías del actual Puente Cascallares. Con el transcurso de los años las tierras fueron subdivididas y pasaron a manos de Patricio Bracken, Agustín Ferrari y Juan Posse, entre otros.

### El río
Desde la naciente del río en la Presa Roggero y hasta el Dique Cascallares, las aguas del río Reconquista presentan el menor grado de contaminación de todo su cauce. Esto permite la existencia de una limitada variedad de peces y, si bien la pesca es mínima, los fines de semana se puede ver a un grupo numeroso pescadores en la ribera del río.

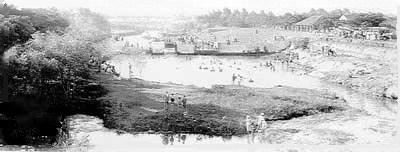
Balneario Río Alegre a principios del.

En la primera mitad del siglo XX, el Reconquista era el lugar de encuentro de los habitantes de la zona para pasar los días de verano en los balnearios Cascallares, Río Alegre y La Porteña. La ribera del río se solía poblar de una gran cantidad de bañistas. Sin embargo, en la actualidad está prohibido, dado el alto nivel de contaminación de sus aguas. Además, durante la construcción de la presa se han hecho excavaciones en el cauce del río, algo que se ha transformado en un alto riesgo para los bañistas.

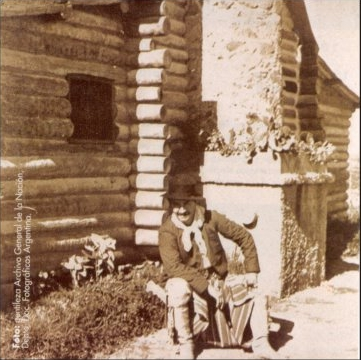
Molina Campos y su rancho de palmeras.

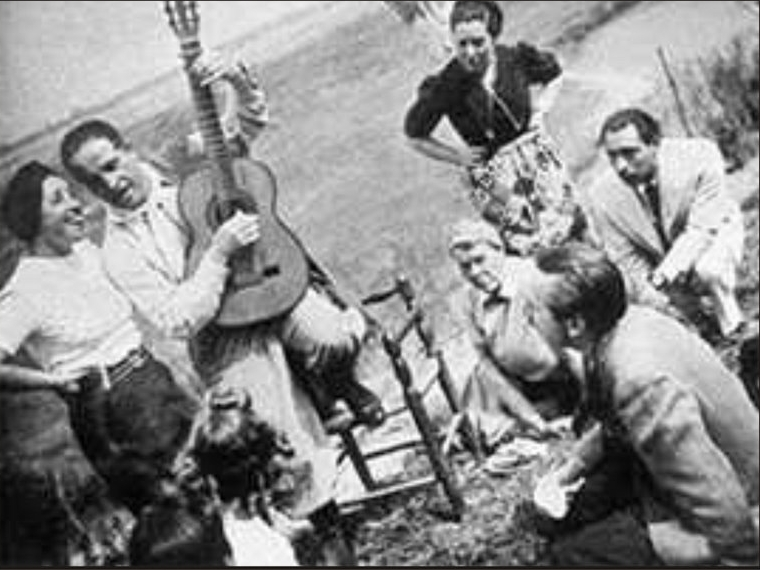
Elvirita y Walt Disney (de espaldas y en cuclillas).

A poco menos de un kilómetro, aguas arriba, desde el Dique Cascallares, se encuentra el predio  Los Estribos, que fuera propiedad de Florencio Molina Campos. En 1932, el pintor había tendido una carpa en las orillas del río Reconquista, con la intención de pintar el paisaje. Se enamoró de la zona y se enteró de que el campo estaba en venta. Molina Campos compra el predio, y allí pasó la mayor parte del tiempo, inspirándose en el paisaje para crear sus obras referidas; el gaucho y el mundo rural. Bautizó al campo con el nombre "Los Estribos" y levantó una cabaña con troncos de palmera. Allí mismo recibió, como huésped, a Walt Disney, de visita en Argentina. El rancho se incendió en 1950, aunque aún subsiste una edificación de dos plantas construida en ladrillos. El predio ha sido declarado sitio histórico por la Municipalidad de Moreno y el camino de sirga fue nombrado en su honor: Camino Florencio Molina Campos.
Aguas abajo, desde el Dique Cascallares, el río describe una serie de meandros y en la ribera oeste se halla un bosque de eucaliptos plantados por los dueños de la antigua Estancia La Porteña. En esa zona, el río presenta barrancas pronunciadas, en las que se han hallado gran cantidad de restos fósiles de la fauna del Período Bonaerense Antiguo (Pleistoceno Superior).

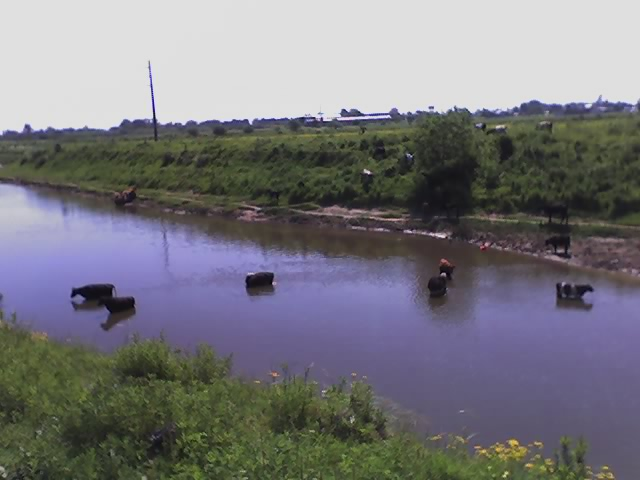
Ganado vacuno abrevando.